# Antonia Iacobescu

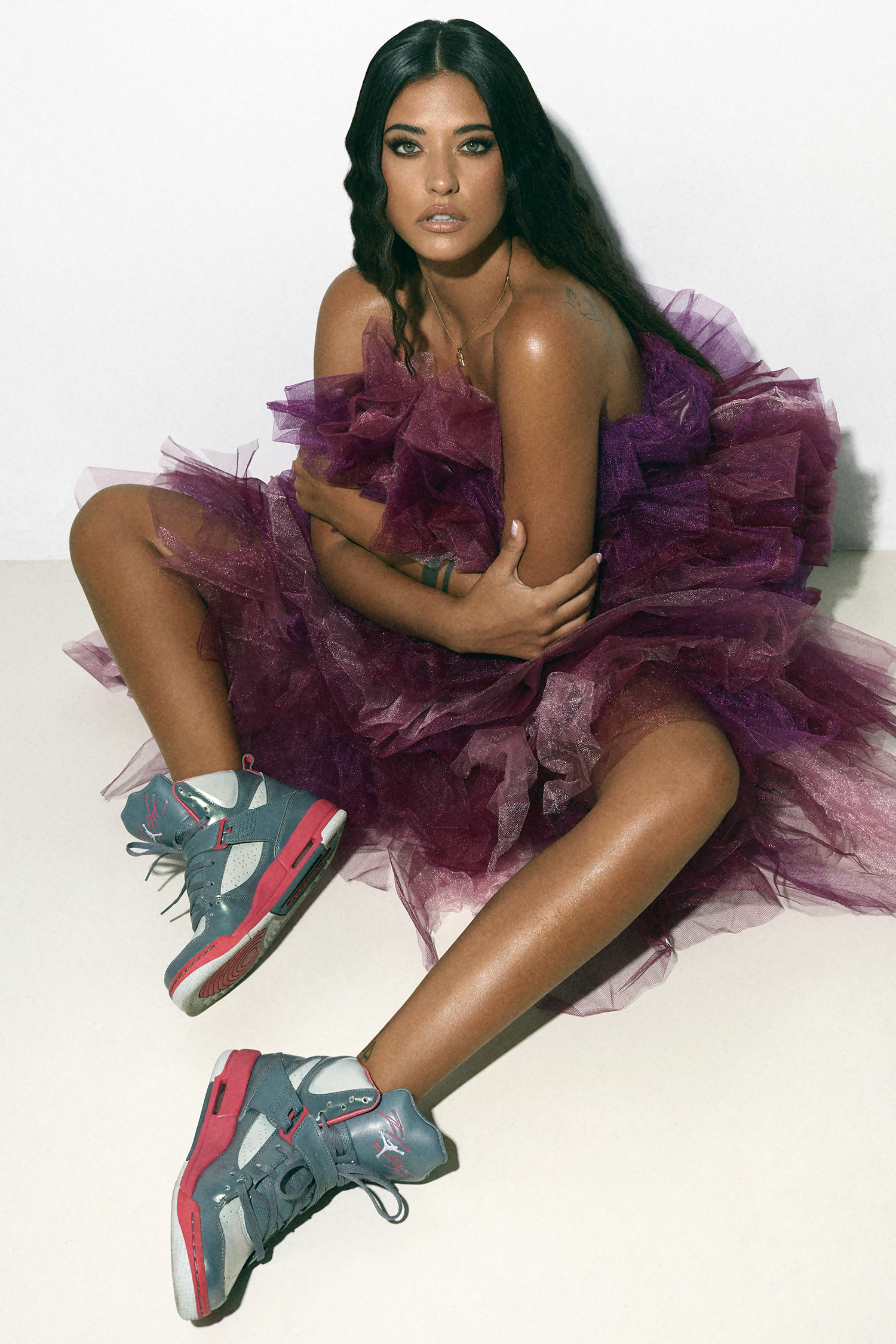
Antonia Iacobescu, 2021

Antonia Clara Iacobescu (* 12. April 1989 in Bukarest, Rumänien; auch nur bekannt als Antonia) ist eine rumänisch-US-amerikanische R&B- und Soul-Sängerin, Videoperformerin sowie ein Model.

## Leben
Antonia Clara Iacobescu wurde 1989 in der rumänischen Hauptstadt Bukarest geboren. Als sie fünf Jahre alt war, wanderten ihre Eltern in die Vereinigten Staaten aus. Sie wuchs im US-Bundesstaat Utah und in Las Vegas auf, wo sie auch die High School absolvierte.
Iacobescu singt seit ihrem zehnten Lebensjahr und wirkte u. a. im Schulchor ihrer Schule mit.

## Musikkarriere
Im Alter von 18 Jahren kehrte Iacobescu wieder nach Rumänien zurück, wo sie auf den Musikproduzenten Tom Boxer traf, mit dem sie gemeinsam ihren ersten Song Roses on fire aufnahm. Der Song wurde schnell ein Hit und stieg in verschiedenen europäischen Ländern an die Spitze der Charts. Zusätzlich erschien noch ein erfolgreiches Musikvideo zum Lied, ebenfalls gefilmt und produziert von Boxer. Mit der Veröffentlichung diesen Songs gelang Iacobescu der internationale Durchbruch.
2010 veröffentlichte Iacobescu ihre zweite Debütsingle Morena im Duett mit Tom Boxer. Diese Single stieg auf Platz dreizehn in den bulgarischen Charts ein und wurde zum meistgespielten Hit des Landes gewählt. Dieser Song erreichte auch in Belgien, Spanien und den Niederlanden die Dance Charts.
Nach der Geburt ihres ersten Kindes widmete sie sich weitgehend dem Sologeschäft zu. 2011 erschien schließlich ihre erste Single Marionette, die jedoch keine Chartplatzierung erreichen konnte.
2015 brachte Iacobescu ihr erstes Studioalbum This is Antonia heraus. Dieses Album beinhaltet 12 Singles und erschien in einer physischen und digitalen Version.
Seit 2016 ist Antonia Mitglied in der vierköpfigen Popband G Girls, bestehend aus Inna, Alexandra Stan und Loredana „Lori“ Ciobotaru. Die erste veröffentlichte Single Call the Police erreichte Platz 64 in den rumänischen Charts. Anfang März 2017 erschien
die zweite Single Milk & Honey.

## Modelkarriere
Iacobescus Karriere im Modelgeschäft begann bereits in den USA. In Las Vegas wurden ihre Fähigkeiten zum Model erstmals entdeckt. Daraufhin nahm Iacobescu an zahlreichen Foto-Shootings teil.
2013 brachte sie ihre erste eigene Kleiderkollektion MOJA heraus.

## Persönliches
Iacobescu war von 2011 bis 2013 mit Vincenzo Castellano verheiratet. Ende August 2010 brachte sie ihr erstes Kind zur Welt. Drei Jahre danach reichte Iacobescu die Scheidung ein. Castellano bestritt daraufhin das Sorgerecht seines Kindes.
Die beiden trennten sich 2013, als ein langer Scheidungsprozess begann, der 2020 endete. Im Jahr 2013 begann Antonia eine Beziehung mit dem rumänischen Sänger Alex Velea, mit dem sie zwei Kinder hat, Dominic (geboren am 27. Dezember 2014) und Akim (geboren am 7. Dezember 2016). Nach acht Jahren gaben die beiden im Juli 2021 ihre Verlobung bekannt.

## Diskografie
Alben
- 2015: This is Antonia

Singles
- 2009: Roses on fire (feat. Pink Room)
- 2010: Morena (feat. Tom Boxer)
- 2011: Shake it Mamma (feat. Tom Boxer)
- 2011: Marionette
- 2011: Santa Baby
- 2011: The Christmas Song
- 2011: Pleacă (feat. Vunk)
- 2012: I Got You
- 2012: Jameia
- 2013: Marabou
- 2013: Hawaii
- 2013: Hurricane (feat. Puya)
- 2014: Întoarce-te acasă (feat. Holograf)
- 2014: Wild Horses (feat. Jay Sean)
- 2014: Fie ce-o fi (feat. Inna, Dara & Carla’s Dreams)
- 2015: Chica Loca
- 2015: Dream about my face
- 2016: Greșesc
- 2016: Vorbește lumea
- 2016: Sună-mă (feat. Carla’s Dreams)
- 2016: Get up and Dance (feat. Achi)
- 2017: Dor de tine
- 2017: Amya
- 2017: Iubirea mea (feat. Alex Velea)
- 2018: Adio (feat. Connect-R)
- 2018: Tango
- 2018: Hotel Lounge
- 2018: Matame (feat. Erik Frank)

Mit G Girls:
- 2016: Call the Police
- 2017: Milk & Honey

## Auszeichnungen und Nominierungen
MTV Europe Music Awards Nominiert
- 2013: Bester rumänischer Act
- 2014: Bester rumänischer Act

Romanian Music Awards
Nominiert
- 2012: In der Kategorie „Best Female“ für den Song Marionette
- 2012: In der Kategorie „Best Song“ für die Songs Morena und Pleacă
- 2014: In der Kategorie „Best Group“ für den Song Înotarce-te acasă

Gewonnen
- 2010: In der Kategorie „Best Dance“ für den Song Morena
- 2012: In der Kategorie „Best Rock“ für den Song Pleacă
- 2014: In der Kategorie „Best Female“ für den Song Hurricane
- 2014: In der Kategorie „Best Rock“ für den Song Întoarce-te acasă